# Knoxville Challenger 2008
Il Knoxville Challenger 2008 è stato un torneo di tennis facente parte della categoria ATP Challenger Series nell'ambito dell'ATP Challenger Series 2008. Il torneo si è giocato a Knoxville negli Stati Uniti dal 17 al 23 novembre 2008 su campi in cemento indoor e aveva un montepremi di $50 000.

## Vincitori

### Singolare
Bobby Reynolds ha battuto in finale  Luka Gregorc con il punteggio di 6–4, 6–2.

### Doppio
Kevin Anderson /  GD Jones hanno battuto in finale  Rajeev Ram /  Bobby Reynolds con il punteggio di 3–6, 6–0, [10–7].